# Gymnogaster boletoides
Genre
Espèce
Gymnogaster boletoides est une espèce de champignons de la famille des Boletaceae du Sud-Est du Queensland en Australie.
C’est, en 2013, la seule espèce connue du genre Gymnogaster.

## Taxinomie
Gymnogaster J.W. Cribb.

## Description du sporophore
Sporophore
Chapeau déprimé, sec, brun foncé à brun rougeâtre à orangé brun, finement subtomenteux.
Chair jaune, immédiatement cyanescente.
Hyménium jaune irrégulier, légèrement subdécurrent, blanchâtre avec quelques taches rouge brunâtre jeune, puis grisâtre à olive, immédiatement cyanescent.
Stipe central, effilée vers le bas, sec, jaune foncé à jaune orangé au sommet, rouge à rouge profond à la base, subpruineux, immédiatement cyanescent, avec intérieur jaune, immédiatement cyanescent, devenant creux.

## Habitat
Une espèce connue : Gymnogaster boletoides du Sud-Est du Queensland, Australie.
Probablement mycorhiziens avec des Myrtacées.

## Liste d'espèces
Selon Catalogue of Life (29 octobre 2013), Index Fungorum (29 octobre 2013) et NCBI (29 octobre 2013) :
- Gymnogaster boletoides J.W. Cribb 1956